# Bund Bahāʾullāhs

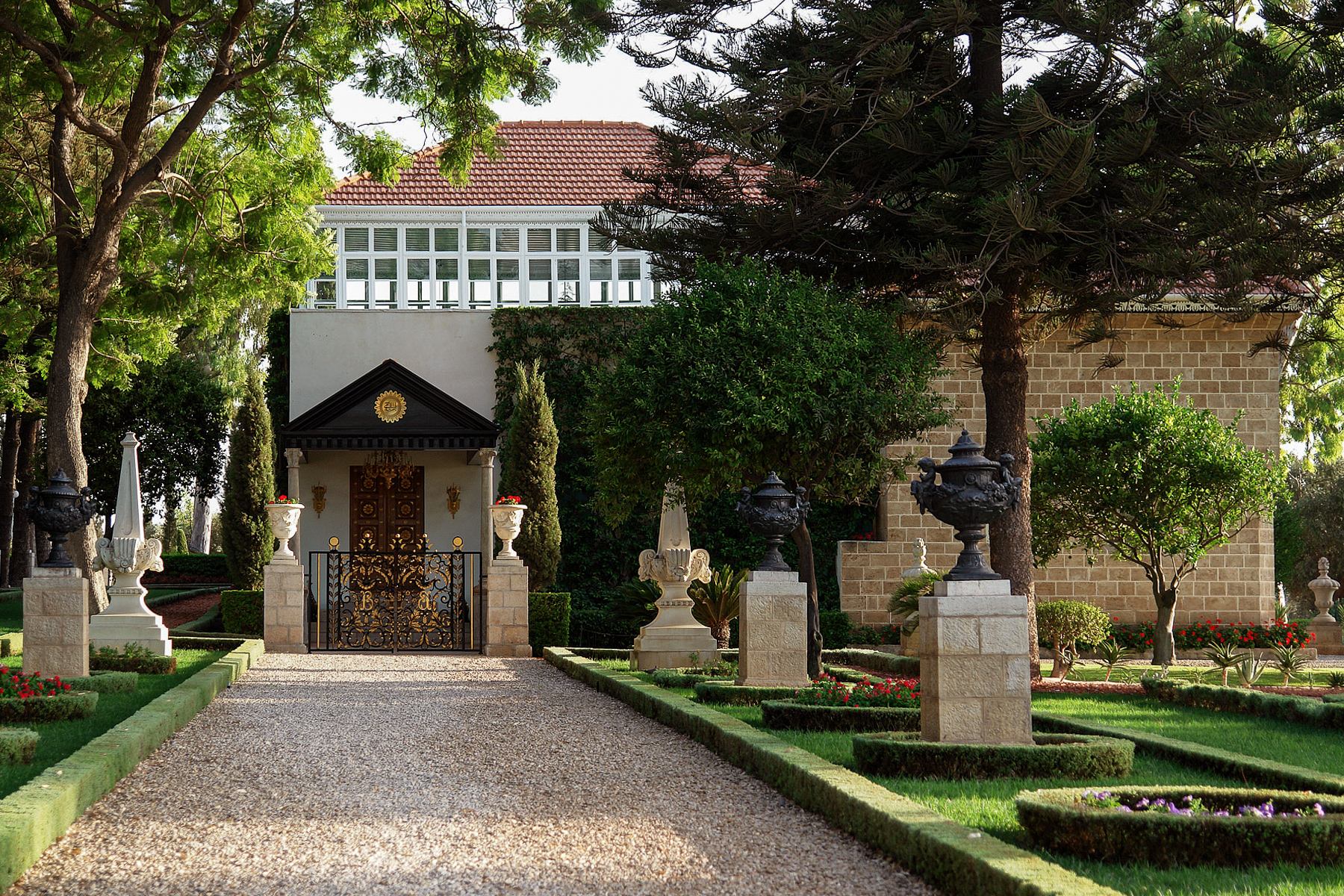
Schrein Bahāʾullāhs bei Akkon, Israel.

Der Bund Bahāʾullāhs ist die Vereinbarung, die Bahāʾullāh, der Stifter der Bahai-Religion, mit seinen Anhängern betreffend seine Nachfolge getroffen hat. Durch diesen Bund soll die Einheit seiner Religion bewahrt, die Flexibilität und Integrität seiner Lehren beibehalten und der Fortschritt der Menschheit sichergestellt werden.
Gemäß diesem Bund ging die Nachfolge von Bahāʾullāh zuerst auf ʿAbdul-Bahāʾ (1892–1921), dann auf Shoghi Effendi (1921–1957) und schließlich auf das Universale Haus der Gerechtigkeit (seit 1963) über.
Von dieser Regelung, die von den Bahai auch als „Geringerer Bund“ bezeichnet wird, ist der „Größere Bund“ zu unterscheiden, wonach Gott der Menschheit von Zeit zu Zeit durch seine Boten Führung zukommen lassen wird und es die Pflicht der Menschheit ist, diese zu erkennen und ihre Lehren zu befolgen.

## Grundlegendes

### Bedeutung
Die Bahai-Schriften betonen, dass die Frage der Nachfolge für alle Religionen von entscheidender Bedeutung gewesen sei. Unklarheit über die wahren Nachfolger von beispielsweise Jesus Christus und Muhammad hätten jedoch zu unterschiedlichen Auslegungen der heiligen Schriften und zu Uneinigkeit und Spaltungen in den Religionsgemeinschaften geführt. Der Bund Bahāʾullāhs enthält nach Bahai-Lehre stattdessen schriftlich deutlich etablierte Regelungen göttlichen Ursprungs, die die Einheit der Gemeinde bewahren.
Demnach sei er ein Konzept, das einzigartig in der Geschichte der Religionen sei. Zum ersten Mal habe eine Manifestation Gottes eine klare und verbindliche Erklärung betreffend die unmittelbare Nachfolge hinterlassen sowie die Grundlagen und Institutionen für eine Verwaltungsordnung der Gemeinde etabliert.
Die Bahai gehen davon aus, dass die Bahai-Gemeinde selbst in hohem Maße geeint sein muss, um zum Aufbau einer friedvollen und geeinten Gesellschaft beitragen zu können. Dies sei durch die Kraft des Bundes möglich. Der Bund soll demnach auch die Reinheit der Bahai-Lehren schützen und die Integrität ihrer Institutionen gewährleisten. Er gilt zudem als das Mittel, durch das der individuelle Glaube an Bahāʾullāh in konstruktive Taten umgesetzt wird und als motivierende Kraft.
ʿAbdul-Bahā ʾerklärt dazu:

„Es gibt heute keine Macht, die Einheit der Bahá'í-Welt zu bewahren, außer dem Bunde Gottes; ohne diesen würde Streit die Bahá'í-Welt umfangen wie ein heftiger Sturm. Offensichtlich ist die Achse der Einheit der Menschenwelt die Macht des Bündnisses und nichts anderes.“

Und Shoghi Effendi schreibt:

„Um die Kräfte dieses vom Himmel ausgelösten Prozesses zu steuern und ihr harmonisches Fortwirken nach dem Hinscheiden Bahá'u'lláhs zu gewährleisten, war ein göttliches Instrument unerläßlich, das unanfechtbare Autorität besaß und mit dem Autor der Offenbarung in organischer Verbindung stand. Für dieses Instrument hatte Bahá'u'lláh ausdrücklich gesorgt durch die Stiftung des Bundes, den Er vor Seinem Hinscheiden fest begründete.“

Der Bund Bahāʾullāhs ist demnach ein zentrales Konzept für die Bahai. Nach der Bahai-Lehre wird eine Person, die sich zu Bahāʾullāh als Manifestation Gottes bekennt, Partei des Bundes und akzeptiert die Gesamtheit seiner Offenbarung.

### Bundesbruch
Der Begriff „Bundesbruch“ wird von den Bahai verwendet, um eine schwerwiegende Verletzung des Bundes von Bahāʾullāh zu beschreiben. Als Bahai ist man aufgerufen, seine Meinung und sein Verständnis der Lehren frei zu äußern. Der Bundesbruch bezeichnet hingegen ein beharrliches Muster von Handlungen eines Bahai, der sich den klaren Lehren Bahāʾullāhs widersetzt oder seine eigene Meinung als maßgebliche und richtige Auslegung der Lehren behauptet und die Institutionen angreift oder bekämpft, die Bahāʾullāh zum Schutz seines Bundes geschaffen hat. Nur in extremen Fällen wird das anhaltend spalterische Verhalten als so gravierend angesehen, dass es eine Gefahr für die Gemeinde darstellt, die die Einstufung als „Bundesbruch“ rechtfertigt – eine Entscheidung, die heute nur vom Universalen Haus der Gerechtigkeit vorgenommen werden kann. In der Geschichte der Bahai-Religion kam es bereits zum Bundesbruch. Eine nachhaltig relevante Spaltung in der Gemeinde trat bisher nicht auf.

### Der Größere Bund
Von der Regelung der Nachfolge in der Bahai-Religion, die auch als „Geringerer Bund“ bezeichnet wird, ist der „Größere Bund“ zu unterscheiden, wonach Gott der Menschheit von Zeit zu Zeit durch seine Boten Führung zukommen lassen wird und es die Pflicht der Menschheit ist, diese zu erkennen und ihre Lehren zu befolgen. So habe beispielsweise bereits Abraham mit seinen Anhängern einen Bund betreffend das Kommen von Mose geschlossen und dieser wiederum das Erscheinen von Jesus Christus angekündigt. Auch Bahāʾullāh, der selbst der Verheißene des Bab sei, habe das Versprechen gegeben hat, dass zu gegebener Zeit eine nächste Manifestation Gottes erscheinen wird.

## Quellen

ʿAbdul-Bahāʾ, der älteste Sohn und Nachfolger Bahāʾullāhs als Oberhaupt des Bahai-Glaubens

## Geschichte

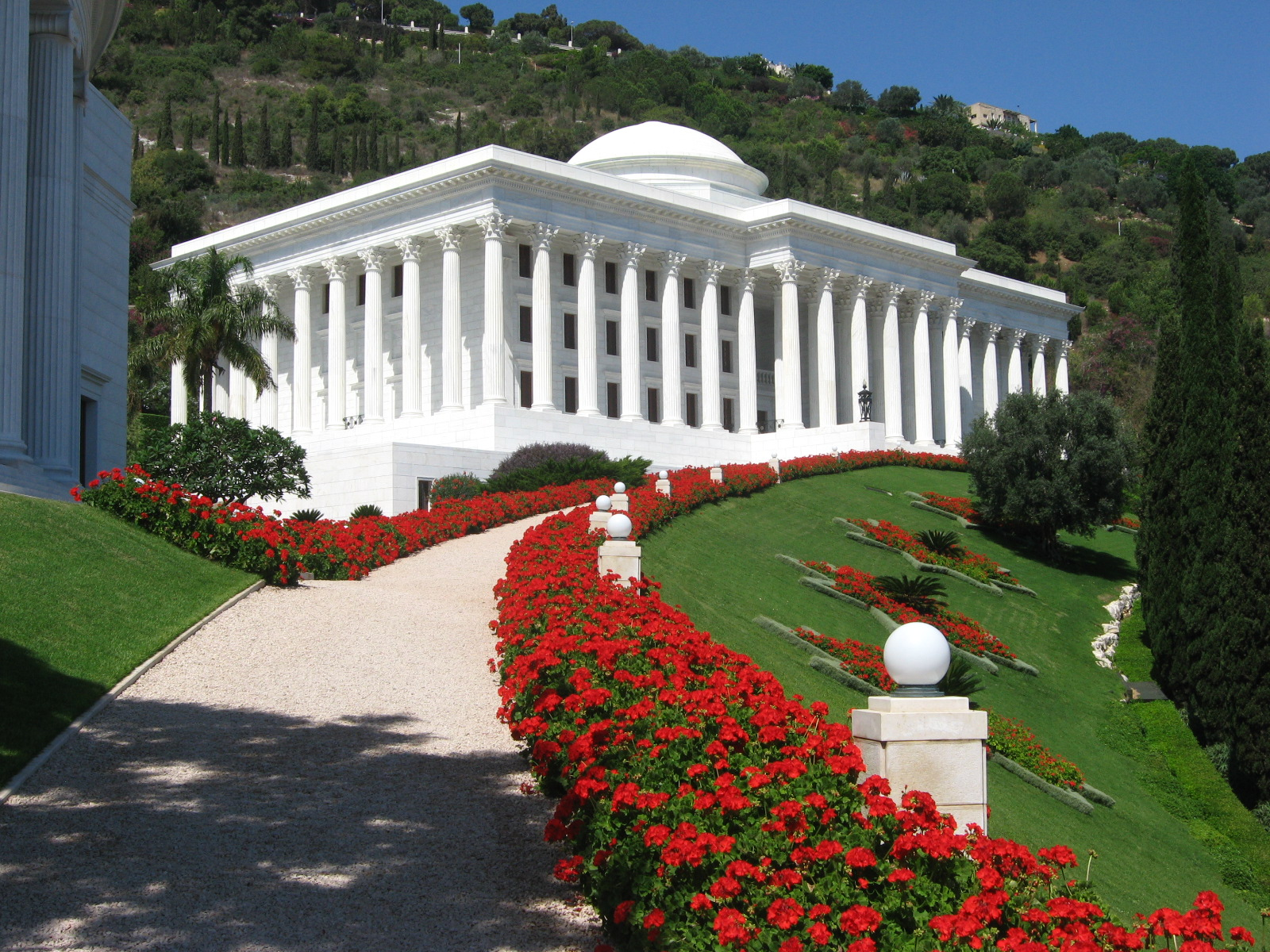
Sitz des Universalen Hauses der Gerechtigkeit auf dem Berg Karmel in Haifa, Israel

ʿAbdul-Bahāʾ war von 1892 bis zu seinem Tod 1921 Oberhaupt der Bahai-Religion. Er gilt den Bahai als vollkommenes Vorbild in der Umsetzung der Bahai-Lehren und war von Bahāʾullāh ernannt, seine Schriften autoritativ auszulegen.
Von 1921 bis 1957 war Shoghi Effendi Oberhaupt des Bahai-Glaubens. Er war durch ʿAbdul-Bahāʾ zur verbindlichen Auslegung der Bahai-Schriften ermächtigt. Nach seinem plötzlichen Tod wurde die weltweite Bahai-Gemeinde 1957 bis 1963 vorübergehend von einer zuvor von Shoghi Effendi ernannten und geführten Gruppe, der Institution der Hände der Sache Gottes, verwaltet. Als „Chief Stewards“ der Bahai-Religion beförderten sie die Umsetzung der bestehenden Pläne und Instruktionen Shoghi Effendis in Vorbereitung auf die von ihm anvisierte erstmalige Wahl des Universalen Hauses der Gerechtigkeit.
Seit 1963 ist das Universale Haus der Gerechtigkeit Oberhaupt der Religion. Es hat die Aufgabe, die Lehren Bahāʾullāhs gemäß den Anforderungen einer Gesellschaft, die sich stets weiterentwickelt, zur Anwendung zu bringen. Es soll die Integrität und Flexibilität der Bahai-Lehren sicherstellen und die Einheit der Bahai-Gemeinde bewahren. Es ist damit beauftragt, weltweiten Frieden zu fördern sowie die Bahai-Lehren für die „Erziehung der Völker, den Aufbau der Nationen, den Schutz des Menschen und die Sicherung seiner Ehre“ anzuwenden.